# Kolebka (pojazd)
Kolebka – czterokołowy pojazd konny rozpowszechniony wśród warstw wyższych zwłaszcza w XVI wieku, przeznaczony przede wszystkim dla kobiet. Jego główną częścią  było otwarte z dwóch stron pudło, ozdobione zasłonami z drogich tkanin lub kobiercami. Pudło początkowo znajdowało się bezpośrednio na osiach, później było zawieszone na rzemiennych pasach lub łańcuchach.
Kolebki używane były do połowy XVIII wieku.